# Handewitt-Kolonie
Handewitt-Kolonie (dänisch: Hanved Koloni) ist ein Ortsteil der Gemeinde Handewitt, der teilweise auch Handwittfeld (dänisch: Hanvedmark) genannt wird.

## Lage
Die Häuser und Höfe des Ortsteils sind alle durch die 5,5 Kilometer lange Straße Kolonie miteinander verbunden. Die Straße Kolonie beginnt direkt beim Hauptort der Gemeinde. Die Straße verläuft zunächst 2,5 Kilometer südwärts und verbindet dabei schon die ersten verstreuten Hofstellen miteinander. Einen Kilometer vor Christiansheide erreicht die Straße einen stark verdichteten Siedlungsbereich mit zahlreichen Höfen und Gebäuden. Dort spaltet sich die Straße in zwei Richtungen auf (Lage). Über ihren dortigen westlichen Verlauf ist die Nachbargemeinde Meyn nach zwei Kilometern erreichbar. Über ihren dortigen südlichen Verlauf ist zum anderen nach einem Kilometer Christiansheide erreichbar.

## Geschichte
Ab 1761 ließ König Friedrich V. dünn besiedelte Heide und Moorgebiete auf der Schleswigschen Gest durch Menschen aus Pfalz und Hessen kolonisieren. 1761/62 wurden auch fünf Kolonistenstellen im 50,4 Hektar großen Handwittfeld aufgebaut. Die einzelnen Kolonistenstellen erhielten jeweils rund 10 Hektar zu kultivierende Heide- und Moorflächen zugesprochen, deren Kultivierung eine schwere Aufgabe darstellte. Auf gleiche Weise entstand im Übrigen das benachbarte Christiansheide.
Auf der Karte der Preußischen Landesaufnahme um 1879 war das Gebiet mit seinen Häusern und Höfen schon eingezeichnet. Die Ortsbenennung lautete auf der damaligen Karte Handewittfeld. Wann die Straße Kolonie und der Ortsteil Handewitt-Kolonie ihren heutigen offiziellen Namen erhielten, ist unklar. An der Straße Kolonie liegen heutzutage siebzehn Hausnummern.

## Sage vom Ruf am Fenster
Eine Sage berichtet davon, dass ein Bauer, dessen Hof im Handewittfeld lag, eines Nachts hörte, wie jemand an sein Fenster trat, anklopfte und anfing, nach ihm zu rufen. Doch als er aufstand und nachschaute, war niemand da. Einige Tage später trat zur selben Stunde erneut jemand ans Fenster und fing in gleicher Weise anzuklopfen und nach ihm zu rufen. Als der Bauer diesmal nachschaute, stand sein Nachbar vor ihm, der ihn um Hilfe bat, da sein Sohn gerade einen Unfall erlitten hatte. Die Sage resümiert dies mit den Worten: „Auch wer nicht mit der Gabe des Hellsehens behaftet ist, kann unvermerkt Vorzeichen eines Sterbefalls bekommen“.